# Peter Strauss (Schauspieler, 1947)

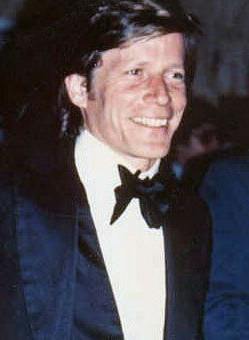
Peter Strauss (1978)

Peter Lawrence Strauss (* 20. Februar 1947 in Croton-on-Hudson, New York) ist ein US-amerikanischer Schauspieler.

## Karriere
Strauss begann mit dem Theaterspiel, inspiriert durch das jährliche Shakespeare-Festival in seiner Heimatstadt, bereits in der Schulzeit. Er stand bis heute regelmäßig am Broadway auf der Bühne.
Dem deutschen Publikum wurde er in den 1970er Jahren vor allem durch seine Rolle des Rudy Jordache in der Fernsehserie Reich und Arm bekannt. Er gewann im Laufe seiner Karriere einen Emmy-Award und erhielt fünf Golden-Globe-Nominierungen. Zwischen den 1970er- und 1990er-Jahren war Strauss der Star vieler amerikanischer Fernsehfilme und Miniserien. Seine Auftritte in Kinofilmen, darunter Spacehunter – Jäger im All und Gegen die Zeit, sind eher von überschaubarer Zahl geblieben. Sein Schaffen umfasst bisher mehr als 80 Film- und Fernsehproduktionen (Stand: August 2021).

## Familie
Strauss ist seit 1998 in dritter Ehe mit der amerikanischen Schauspielerin Rachel Ticotin verheiratet. Mit ihr, seinen beiden Söhnen aus zweiter Ehe mit der Französin Nicole Fons und seiner Stieftochter lebt er in Ojai, Kalifornien. Dort besitzt er eine große Farm, die kommerziell 400 Tonnen Zitrusfrüchte pro Jahr erntet.

## Filmografie (Auswahl)
- 1969: Hail, Hero!
- 1970: Das Wiegenlied vom Totschlag (Soldier Blue)
- 1971: Marschbefehl zur Hölle (Il sergente Klems)
- 1972: The Trial of the Catonsville Nine
- 1972–1975: Die Straßen von San Francisco (The Streets of San Francisco; Fernsehserie, 3 Folgen: Nur 36 Stunden für Jepson, Sinnlose Rache, Briefe aus dem Grab)
- 1973: Der Mann ohne Vaterland (The Man Without a Country, Fernsehfilm)
- 1974: Hawaii Fünf-Null (Hawaii Five-O; Fernsehserie, Folge Death with Father)
- 1974: Cannon (Fernsehserie, 2 Folgen)
- 1974: Barnaby Jones (Fernsehserie, 1 Folge)
- 1975: FBI – Kampf dem Terror (Attack on Terror: The FBI vs. the Ku Klux Klan, Fernsehfilm)
- 1976: Unter einem Dach – Kein großes Los (TV-Serie)
- 1976: Der letzte Tycoon (The Last Tycoon)
- 1976–1977: Reich und Arm (Rich Man, Poor Man; Fernsehserie, 30 Folgen)
- 1977: Der vergessene Kennedy (Young Joe, the Forgotten Kennedy, Fernsehfilm)
- 1979: Jericho Mile – Ein Mann kämpft allein (The Jericho Mile, Fernsehfilm)
- 1980: Ein Engel auf meiner Schulter (Angel on My Shoulder, Fernsehfilm)
- 1981: Walmord (A Whale for the Killing, Fernsehfilm)
- 1981: Masada (Fernseh-Miniserie, 4 Folgen)
- 1982: Mrs. Brisby und das Geheimnis von NIMH (The Secret of NIMH, Stimme)
- 1983: Die letzte Schicht (Heart of Steel, Fernsehfilm)
- 1983: Spacehunter – Jäger im All (Spacehunter: Adventures in the Forbidden Zone)
- 1985: Zärtlich ist die Nacht (Tender Is the Night; Mini-Serie, 6 Folgen)
- 1986: Goodbye America (Under Siege, Fernsehfilm)
- 1986: Dead or Alive (The Penalty Phase, Fernsehfilm)
- 1987: Ein Mann aus Stahl (Proud Men, Fernsehfilm)
- 1989: Peter Gunn, Privatdetektiv (Peter Gunn, Fernsehfilm)
- 1989: Geheimbund der Rose (Brotherhood of the Rose, Fernseh-Zweiteiler)
- 1990: 83 Stunden – Nervenkrieg gegen die Zeit (83 Hours 'Til Dawn, Fernsehfilm)
- 1991: Codename Black Angel (Flight of Black Angel, Fernsehfilm)
- 1991: Erbitterte Jagd (Fugitive Among Us, Fernsehfilm)
- 1992: Bitterer Triumph (Trial: The Price of Passion, Fernsehfilm)
- 1993: Der geschlagene Mann (Men Don’t Tell, Fernsehfilm)
- 1993: Liebe kennt kein Warum (Thicker Than Blood: The Larry McLinden Story, Fernsehfilm)
- 1994: Der Ruf des Todes (Reunion, Fernsehfilm)
- 1994: Das Rehkitz (The Yearling, Fernsehfilm)
- 1994: Der Mörder in ihrem Bett (Texas Justice, Fernsehfilm)
- 1995: Gegen die Zeit (Nick of Time)
- 1996: In the Lake of the Woods (Fernsehfilm)
- 1996–1997: Maloney (Fernsehserie, 21 Folgen)
- 1997: Keys to Tulsa
- 1998: Dr. Sam Sheppard: Unschuldig verurteilt (My Father's Shadow: The Sam Sheppard Story, Fernsehfilm)
- 1999: Jeanne d’Arc – Die Frau des Jahrtausends (Joan of Arc, Fernseh-Zweiteiler)
- 2000: Vater wider Willen (A Father's Choice, Fernsehfilm)
- 2001: Mord im Orient-Express (Murder on the Orient Express, Fernsehfilm)
- 2001: Strange Frequency (Fernsehfilm)
- 2002: Devils Playground – Tödlicher Fluch (Strange Frequency 2, Fernsehfilm)
- 2002: Body & Soul (Fernsehserie, 9 Folgen)
- 2004: Law & Order (Fernsehserie, Folge Coming Down Hard)
- 2005: xXx 2 – The Next Level (xXx: State of the Union)
- 2007: Lizenz zum Heiraten (License to Wed)
- 2010: Jack’s Family Adventure (Fernsehfilm)
- 2010: Royal Pains (Fernsehserie, Folge Comfort's Overrated)
- 2010: Law & Order: Special Victims Unit (Fernsehserie, Folge Locum)
- 2014: Sugar Daddies
- 2016: Drawing Home
- 2018: Operation Finale
- 2020: Grey’s Anatomy (Fernsehserie, Episode 16×11)

## Auszeichnungen
Gewonnene Auszeichnungen
Emmy Award
- 1979: Jericho Mile – Ein Mann kämpft allein

TP de Oro – Spanien
- 1980: Reich und arm

Nominierungen
Golden Globes
- 1993: Der geschlagene Mann
- 1985: Kain und Abel
- 1983: Die letzte Schicht
- 1981: Masada
- 1976: Reich und Arm

## Synchronsprecher
Der deutsche Synchronsprecher von Peter Strauss ist Norbert Langer, in einigen Filmen auch der deutsche Schauspieler Sigmar Solbach. Im Film Das Wiegenlied vom Totschlag hört man Thomas Danneberg.